# Martin County (Indiana)
Martin County ist ein County im Bundesstaat Indiana der Vereinigten Staaten. Der Verwaltungssitz (County Seat) ist Shoals.

## Geographie
Das County liegt im mittleren Südwesten von Indiana und hat eine Fläche von 882 Quadratkilometern, wovon elf Quadratkilometer Wasserfläche sind. Es grenzt im Uhrzeigersinn an folgende Countys: Greene County, Lawrence County, Orange County, Dubois County und Daviess County.

## Geschichte
Martin County wurde am 17. Januar 1820 aus Teilen des Daviess County und des Dubois County gebildet. Benannt wurde es nach John T. Martin, einem Major aus Kentucky.
Einziger Eintrag des Countys im National Register of Historic Places ist das Martin County Courthouse (Stand 2. September 2017).

## Demografische Daten
Nach der Volkszählung im Jahr 2000 lebten im Martin County 10.369 Menschen in 4183 Haushalten und 2877 Familien. Die Bevölkerungsdichte betrug 12 Einwohner pro Quadratkilometer. Ethnisch betrachtet setzte sich die Bevölkerung zusammen aus 98,93 Prozent Weißen, 0,15 Prozent Afroamerikanern, 0,12 Prozent amerikanischen Ureinwohnern, 0,14 Prozent Asiaten, 0,03 Prozent Bewohnern aus dem pazifischen Inselraum und 0,11 Prozent aus anderen ethnischen Gruppen; 0,52 Prozent stammten von zwei oder mehr Ethnien ab. 0,41 Prozent der Bevölkerung waren spanischer oder lateinamerikanischer Abstammung.
Von den 4183 Haushalten hatten 31,6 Prozent Kinder unter 18 Jahre, die mit ihnen im Haushalt lebten. 56,5 Prozent waren verheiratete, zusammenlebende Paare, 8,2 Prozent waren allein erziehende Mütter und 31,2 Prozent waren keine Familien. 27,6 Prozent waren Singlehaushalte und in 12,3 Prozent lebten Menschen mit 65 Jahren oder darüber. Die Durchschnittshaushaltsgröße betrug 2,45 und die durchschnittliche Familiengröße lag bei 3,00 Personen.
25,2 Prozent der Bevölkerung waren unter 18 Jahre alt, 7,4 Prozent zwischen 18 und 24, 27,5 Prozent zwischen 25 und 44 Jahre. 25,6 Prozent zwischen 45 und 64 und 14,2 Prozent waren 65 Jahre alt oder älter. Das Durchschnittsalter betrug 38 Jahre. Auf 100 weibliche Personen kamen 102,5 männliche Personen. Auf 100 Frauen im Alter von 18 Jahren und darüber kamen 100,2 Männer.
Das jährliche Durchschnittseinkommen eines Haushalts betrug 36.411 USD, das Durchschnittseinkommen der Familien 43.550 USD. Männer hatten ein Durchschnittseinkommen von 31.200 USD, Frauen 21.732 USD. Das Prokopfeinkommen betrug 17.054 USD. 8,1 Prozent der Familien und 11,2 Prozent der Bevölkerung lebten unterhalb der Armutsgrenze.

## Orte im County
- Bramble
- Burns City
- Cale
- Crane
- Dover Hill
- Hindostan Falls
- Indian Springs
- Ironton
- Lacy
- Loogootee
- Mount Olive
- Mount Pleasant
- Natchez
- Pleasant Valley
- Rusk
- Scenic Hill
- Shoals
- South Martin
- Whitfield
- Willow Valley
- Windom
- Yenne

Townships
- Center Township
- Halbert Township
- Lost River Township
- Mitcheltree Township
- Perry Township
- Rutherford Township